# День перемоги і подяки вітчизні

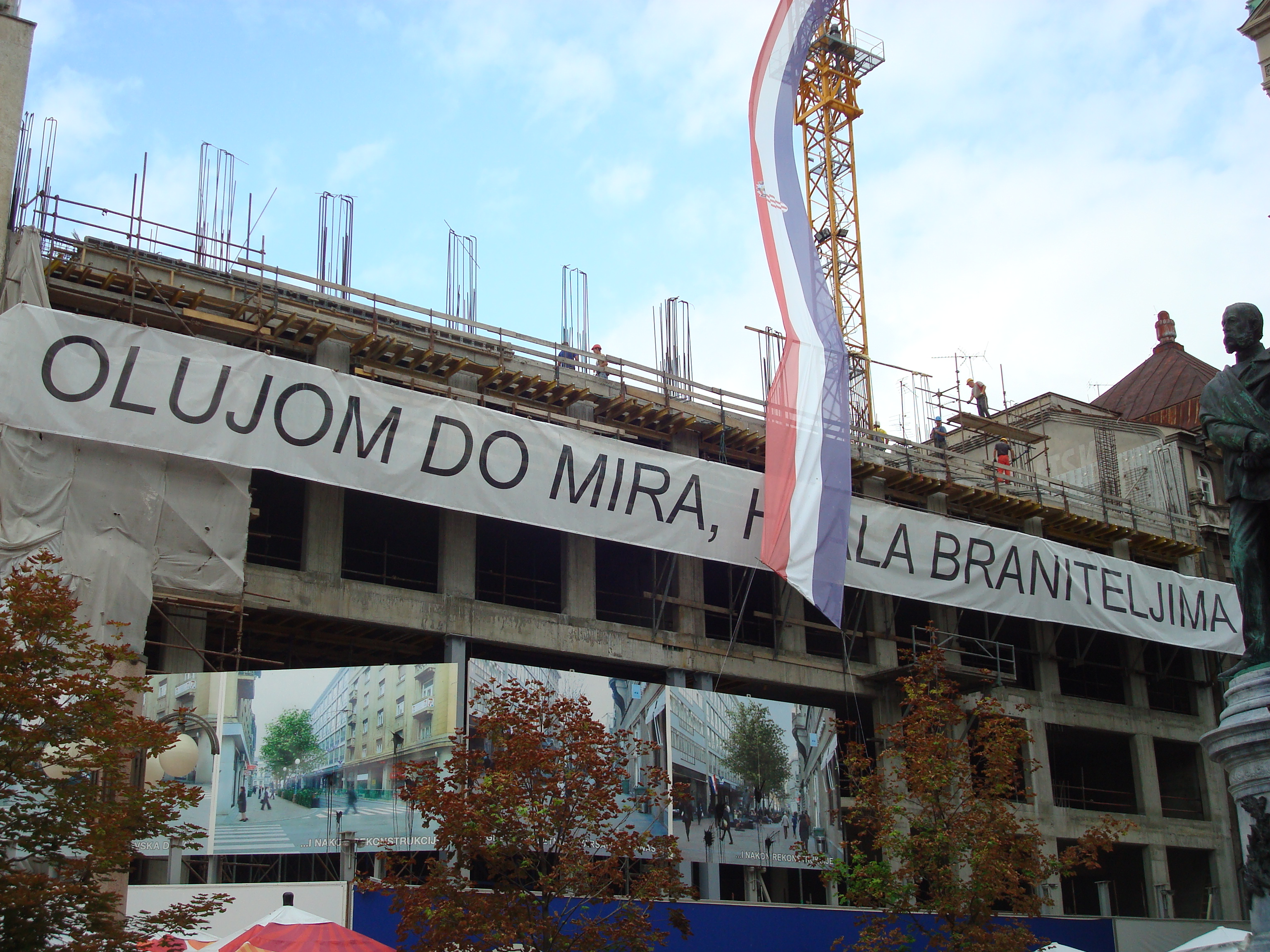
Транспарант з написом: «Бурею до миру, дяка оборонцям» на святкуванні 5 серпня в Загребі.

День перемоги і подяки вітчизні, День хорватських захисників (хорв. Dan pobjede i domovinske zahvalnosti, Dan hrvatskih branitelja) — повна офіційна назва державного свята в Хорватії, яке щороку відзначається 5 серпня на згадку про перемогу у Війні Хорватії за незалежність. Цього дня в 1995 році Хорватська армія в ході операції «Буря» увійшла в місто Книн, що поклало край існуванню самопроголошеного сербського утворення в Хорватії Республіка Сербська Країна. Свято встановлено в 1996 р. як День перемоги і подяки вітчизні. У 2008 році назва свята доповнилася означенням Dan hrvatskih branitelja (укр. День хорватських захисників).
Головні урочистості зосереджуються в Книні, де святкування на честь тієї пам'ятної події починаються з меси та покладання вінків на спомин про полеглих у тій війні, і продовжуються парадами та концертами. В заходах беруть участь тисячі людей і найвищі урядовці Хорватії У рамках святкувань на Книнській фортеці урочисто підіймається хорватський прапор.